# Clube Atlético Sorocaba
O Clube Atlético Sorocaba é uma agremiação esportiva da cidade de Sorocaba, fundada em 21 de fevereiro de 1991. Tinha como suas cores o amarelo e vermelho, advindas da bandeira sorocabana.
Tem no seu currículo participações em quatro edições da divisão principal do Campeonato Paulista; em uma edição da Copa do Brasil em 2009, além de várias vezes também estar presente na Série C do Campeonato Brasileiro. Seu principal título é a Copa Paulista conquistada em 2008.
Com bons investimentos nas categorias de base, em 2009, o Galinho pela primeira vez conseguiu chegar até as oitavas de final da Copa São Paulo de Futebol Junior.
Em 30 de novembro de 2016 a equipe profissional licenciou-se das competições profissionais da FPF.

## História

### Basquete e vôlei
A História do clube está intimamente ligada à história do basquete feminino em sua época de ouro no Brasil. O clube surgiu inicialmente com a criação do time de Basquete feminino na cidade, que tinha como objetivo divulgar o esporte e o lazer. Na ocasião, a equipe ainda tinha o nome de Clube Atlético Minercal.
Durante a década de 1980 a equipe possuía um elenco invejável, com estrelas como Hortência (que permaneceria no clube por nove anos), Marta, Ana Mota, Branca, Janeth, Adriana, Vânia, Vanira, Cíntia Tuiú, Alessandra e Claudinha. Durante os Jogos Panamericanos de Cuba em 1991, das 12 jogadores da seleção, 6 defendiam o time sorocabano. Um time com uma qualidade técnica dessa, só poderia resultar em uma trajetória de sucesso, com a conquista de vários títulos nas principais competições que disputara.
Durante os anos 1980 e 1990, o Clube Atlético Sorocaba (jogando como Minercal, Constecca/Sedox e Leite Moça) faturou cinco títulos estaduais, três nacionais, um Sul-Americano e um Mundial de Clubes no basquete. O clube fechou as portas do basquete no fim de 1993.
Em 1993, através de uma parceria do Atletico Sorocaba com a Nestlé para maior divulgação do Leite Moça, foi criada uma equipe feminina de vôlei na cidade, e a história também não foi muito diferente da do basquete. Atletas como Ana Moser, Karin Negrão, Fernanda Venturini e Ana Paula passaram pela cidade, trazendo mais tantos troféus como os do Campeonato Brasileiro e do Mundial Interclubes.

### Início do futebol
Em 15 de março de 1993, finalmente surge o futebol, com a fusão da equipe de futebol masculina com o Clube Atlético Barcelona e também a união com o Estrada de Ferro Sorocabana Futebol Clube. A primeira ideia era reformar o Estádio Euzébio Moreno, onde jogava o Barcelona, mas o local era muito pequeno e não se permitia ampliações para a construção de arquibancadas com capacidade para 5 mil pessoas, como exigia a Federação Paulista de Futebol. Então as reformas começaram em ritmo frenético para adequar às condições exigidas pela FPF e com isso, o investimento total da reforma ficou em torno de 70 mil dólares. As cores, vermelha e amarela, coloriram o Estádio, que finalmente estava pronto para receber seis mil pessoas e passar a sediar os jogos do então recém nascido clube de futebol.
Era 26 de setembro de 1993, o Estádio do Estrada de Ferro foi inaugurado, completamente lotado, utilizando sua capacidade máxima de seis mil lugares, refletindo o desejo  da população sorocabana e região em conhecer o novo time e agitar as bandeiras vermelhas e amarelas, distribuídas na entrada deste novo palco de espetáculo.
O primeiro jogo oficial neste estádio após a 'reforma' foi vencido pelo Atlético por 4 a 1 contra o Garça. E a partir de então começa uma sequência de vitórias que levaram o Atlético à conquista ao acesso, graças a vaga dada ao campeão do Quadrangular Extra, realizado pela Federação Paulista, onde as equipes que ficaram em 2º nos grupo tiveram uma 2ª chance de acesso Série A3 do futebol paulista. E no ano seguinte foi investido mais de um milhão de dólares na construção de arquibancadas de concreto, ampliando a capacidade de público para 15 mil lugares.
Em 1993, a forte equipe criada teve em seu elenco Serginho Chulapa, que ajudou e muito com seus gols na disputa da Segunda Divisão do Futebol Paulista e garantir o acesso para a Série A3 do Campeonato Paulista ano seguinte.

### A difícil trajetória
Em 1994 o time terminou em quarto lugar no Campeonato Paulista da Série A3. Houve altos investimentos, mas não surtiram efeito desejado. Em 1995, em meio a séries de contratempos e dificuldades financeiras, o time não foi bem. Neste mesmo ano o São Bento foi rebaixado para a série B, fato este que não se concretizou porque as equipes que subiram para a A3 não possuíam Estádio para 15 mil pessoas exigido pela FPF. Atlético e São Bento, portanto, continuavam na mesma divisão, a Série A3.

### O primeiro Centro de Treinamento
Em novembro de 1996, em função da grave crise financeira, o Dr. Caracante decidiu utilizar o espaço ocioso que antes era ocupado por sua Empresa de Cosméticos, a Palermont, situada à Rodovia João Leme dos Santos- estrada para Salto de Pirapora- a abrigar todas as categorias de futebol e escritórios no mesmo local, concentrando atletas, funcionários e diretoria em um único lugar, tornando este local o Centro de Treinamento do Clube.
No período de 1996 a 1999, com a crise financeira ainda persistindo, o time apenas lutou para se manter na Série A3 do Campeonato Paulista. Embora, em 1997, uma luz parecesse acender no final do túnel, através do então diretor Edgar Moura, que trouxe o patrocínio da empresa Wanel. Mas, o sonho durou apenas cinco meses, com a Wanel patrocinando parcialmente o time profissional. Sem empresas patrocinando de maneira contínua o futebol, ficava muito difícil a sobrevivência. A saída foi então priorizar as categorias de base, com o intuito de revelar jogadores que pudessem ser utilizados no time profissional ou até mesmo como fonte de renda do clube. Neste tempo surgiram jogadores revelados como Evilar, Éder, Brasília, Ednei (hoje preparador de goleiro do time profissional), Anderson, Alemão, Taquá, entre outros.
No final de 1999 refloresce a esperança com um novo patrocinador, a empresa Lucky, que pretendia divulgar os salgadinhos “Torcida”. Naquele ano o Atlético terminou o 1º turno em excelente colocação, mas não conseguiu repetir a mesma campanha no segundo turno e acabou escapando por muito pouco do rebaixamento, fazendo uma das piores campanhas de sua história.

### Anos de ouro
Depois de anos figurando na Série A3 do Campeonato Paulista, nos anos 2000 é eleita uma nova diretoria a fim de reestruturar o Atlético e voltar aos trilhos novamente. Foi então adquirido pela Igreja da Unificação do Reverendo Moon, que indicou o Presidente. Tanto que foi no ano de 2001 que foi o ano de ouro com o tão aguardado acesso para a Série A2, além da participação na Copa São Paulo de Futebol Júnior e goleando o Inter de Porto Alegre por 4x1. Ainda 2002, o time fez uma boa campanha também na Série C do Campeonato Brasileiro sendo eliminado pelo Marília na 3ª Fase, e com a base da Série C, em 2003 o Atlético conseguiu o acesso a Série A1 do Campeonato Paulista de 2004 com o vice-campeonato.
Em 2006, num jogo contra o Santacruzense pela Copa Federação do Estado de São Paulo, um gol feito pelo gandula foi validado pela juíza Silvia Regina de Oliveira, com auxílio do bandeirinha Marco Antonio de Andrade Motta Jr.

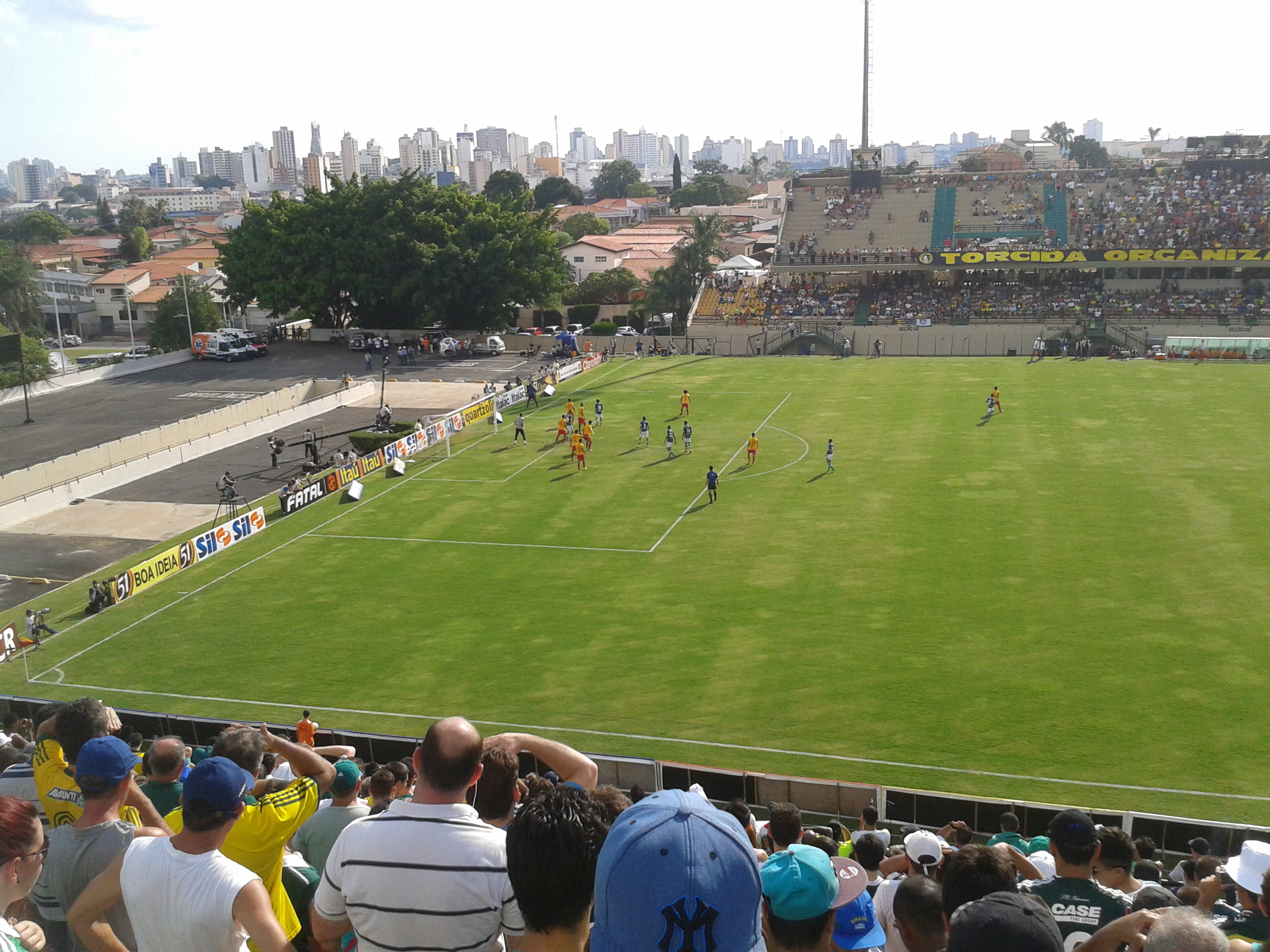
Partida entre Atlético Sorocaba e Palmeiras, em 2014, disputada no Estádio Walter Ribeiro

### Década de 2010 e fim das atividades
No dia 29 de abril de 2012, o Atlético Sorocaba consegue novamente o acesso para A1 do Paulista, sob o comando de Fernando Diniz, quando o Atlético atacava desde o início do jogo, que teve a classificação garantida aos 54 minutos na cobrança de um pênalti. Na campanha do acesso naquele ano, o Atlético Sorocaba fez 25 jogos, com 14 vitórias, três empates e oito derrotas. Apesar do terceiro lugar na Série A2 e do acesso conquistado à elite do Paulistão, Fernando Diniz acabou demitido do Atlético Sorocaba no segundo semestre de 2012.
Em 2014, porém, o Galo Sorocabano foi novamente rebaixado à Série A2 do Campeonato Paulista, após uma melancólica derrota para o Corinthians, no Estádio do Pacaembu. Neste ano, várias apostas em medalhões do futebol e a escassez de recursos oriundos da igreja da Unificação Pela Paz Mundial selaram o destino do jovem time sorocabano.
O clube, com o Governo do Estado de São Paulo, construiu dois hotéis onde a Seleção Argelina se hospedou durante a Copa do Mundo de 2014.
Em 2016, foi rebaixado para a Série A3 do Campeonato Paulista. Sua última partida oficial até aqui foi no dia 3 de abril de 2016, em um empate por 0 a 0 com a Portuguesa no Estádio do Canindé. Logo após o rebaixamento, a diretoria anunciou que o clube licenciou-se das competições profissionais motivado pela falta de recursos financeiros.

## Rivalidade
O maior rival do Clube Atlético Sorocaba é o Esporte Club São Bento, com quem protagoniza um dos maiores clássicos do interior paulista, o Dérbi Sorocabano. O confronto ocorre desde 1993 parando a cidade de Sorocaba, e já teve 40 edições, com o Galo levando vantagem no duelo com 17 vitórias, contra 8 do Azulão, e 15 empates.
O destaque do time do Galo nos clássicos é o técnico Paulo Roberto, que comandandou a equipe em nove jogos, obteve seis vitórias, dois empates e apenas uma derrota contra o Monte Azul, que lhe rendeu sua demissão.

#### Derbi Sorocabano
Último confronto
| Domingo, 31 de agosto de 2014 | São Bento       | 1 - 1 | Atlético Sorocaba  | Walter Ribeiro, Sorocaba, SP Árbitro: Júnior César Lossávaro |
| 10:00                         | Geguel 07' (1T) |       | Romarinho 13' (1T) |                                                              |

| São Bento | Atlético Sorocaba |

## Partidas históricas

### 2009
De 2009 a 2015, o Atlético Sorocaba fez quatro viagens à Coreia do Norte. No final do segundo semestre de 2009, a equipe disputou um amistoso contra a Seleção Norte-Coreana de Futebol, recém-classificada para a Copa do Mundo de 2010. Foi a primeira equipe sul-americana a participar de um jogo em solo norte-coreano, ainda mais contra a seleção nacional[carece de fontes?].
O fato teve repercussão na vizinha Coreia do Sul [carece de fontes?], que reprisaria o jogo na KBS, segunda maior emissora no país, e primeira em transmissão fora do país.[carece de fontes?] O jogo foi disputado no Kim Il Sung Stadium, na capital Pyongyang, sob a vista de vários membros da embaixada brasileira, e por cerca de oitenta mil torcedores, enquanto cerca de outros trinta mil que não conseguiram entrar ficaram do lado de fora assistindo a partida através de telões.
A partida foi bastante equilibrada, com as duas equipes tendo várias chances de abrir o placar, com o goleiro norte-coreano fazendo várias defesas durante o jogo, que terminaria mesmo num empate sem gols.
| 5 de novembro de 2009 15:00 (UTC+9) | Coreia do Norte | 0 – 0     | Atlético Sorocaba | Kim Il Sung Stadium, Pyongyang |
|                                     |                 | Relatório |                   | Público: 80,000                |

### 2010
Um ano após o amistoso contra a Seleção Norte-Coreana, a equipe é convidada para mais um jogo, um amistoso comemorativo a posse do novo presidente, Kim Jong-un.
| 25 de outubro de 2010 15:00 (UTC+9) | Coreia do Norte | 1 – 0     | Atlético Sorocaba | Yanggakdo Stadium, Pyongyang |
|                                     |                 | Relatório |                   | Público: 40,000              |

Escalação: Carlos Carioca; Jamesson (Leandro Silva), André Silva, Celso, Marcão e Assis; Fábio Baiano, Sandro e Leandro Diniz (Danilo); Adriano e Luan (Diego Ratinho)

## Títulos e conquistas

### Futebol
| Internacionais | Internacionais                            | Internacionais | Internacionais |
|                | Competição                                | Títulos        | Temporada      |
| -------------- | ----------------------------------------- | -------------- | -------------- |
| Coreia do Sul  | Torneio Internacional da Independência    | 1              | 2009           |
| Estaduais      |                                           |                |                |
|                | Competição                                | Títulos        | Temporada      |
| São Paulo      | Copa Paulista                             | 1              | 2008           |
| São Paulo      | Campeonato Paulista de Futebol - Série B2 | 1              | 1993           |

* Não Reconhecido pela Federação Paulista 

#### Outras conquistas
- Vice Recopa Sul Brasileira: 2008[27]
- Vice-Campeonato Paulista A2: 2003
- Vice-Campeonato Paulista A3: 2001

#### Categorias de base
- Jogos Regionais: 2008, 2009 e 2010[28]
- 3º lugar - Jogos Abertos do Interior: 2010
- Vice - Jogos Abertos do Interior - 2ª Divisão: 2011
- Copa São Roque Sub-20: 2009
- Campeonato Paulista Sub-20 - 2ª Divisão: 2002
- Vice-Campeonato Torneio Internacional de Itu: 1993

### Basquete

#### Internacionais
- Campeonato Sul-Americano Feminino de Clubes: 1994, 1995 e 1996

## Estatísticas

### Participações
| Competição | Competição          | Temporadas | Melhor campanha            | Anos                                    | A | R |
| São Paulo  | Campeonato Paulista | 4          | 15º colocado (2004 e 2013) | 2004–2005 e 2013–2014                   |   | 2 |
| São Paulo  | Série A2            | 11         | Vice-campeão (2003)        | 2002–2003, 2006–2012 e 2015–2016        | 2 | 1 |
| São Paulo  | Série A3            | 8          | Vice-campeão (2001)        | 1994–2001                               | 1 | – |
| São Paulo  | Copa Paulista       | 10         | Campeão (2008)             | 1999, 2003–2004, 2006–2010, 2012 e 2014 |   |   |
| Brasil     | Série C             | 10         | 12º colocado (1996)        | 1994–1998 e 2001–2005                   | – | – |
| Brasil     | Copa do Brasil      | 1          | 1ª fase (2009)             | 2009                                    |   |   |

### Últimas dez temporadas
Legenda:
| Campeão Vice-campeão Eliminado nas semifinais | Campeão e promovido à divisão superior Vice-campeão e/ou promovido à divisão superior Rebaixado à divisão inferior | Classificado à fase de grupos da Copa Libertadores Classificado à fase preliminar da Copa Libertadores Classificado à Copa Sul-Americana Campeão do Campeonato do Interior |

### Retrospecto
| J   | V   | E   | D   | GP   | GC   | SG  |
| --- | --- | --- | --- | ---- | ---- | --- |
| 808 | 312 | 234 | 262 | 1169 | 1021 | 148 |

Primeiro jogo: Amparo 0–0 Atlético Sorocaba - 4 de abril de 1993
Último jogo: Portuguesa 0–0 Atlético Sorocaba - 3 de abril de 2016

## Ranking da CBF
No ranking da CBF de 2014, o clube não aparecia entre as 222 equipes. Em 2012, estava na posição 214, portanto, seus pontos, durante os últimos dois anos, não foram o suficiente para coloca-lo entre os 222 listados.